# بخش مونموریون
بخش مونموریون (به فرانسوی: Arrondissement de Montmorillon) یک بخش در فرانسه است که در وین واقع شده‌است.